# Ernst Meyer (officer)
 Der er flere personer med dette navn, se Ernst Meyer.
Ernst Heinrich (Henrich) August Meyer (født 9. marts 1802 i Glückstadt, død 25. juli 1850 i Flensborg) var en dansk officer.
Hans forældre var kaptajn Johann Ferdinand Christoph Meyer (1753-1813) og Agathe Frederikke Louise født Stage (1770-1841). Han kom, 12 år gammel, på Landkadetakademiet, fik 1820 sekondløjtnants anciennitet og afgik 1822 til jyske (det senere 5.) dragonregiment i Randers. Først 1842 rykkede han op på premierløjtnants gage efter 10 år forud at have fået karakter som sådan og 1841 at have fået reserveret ritmesters anciennitet; 1843 blev han Ridder af Dannebrog, og 1848 blev han ritmester og skoleforstander ved regimentet, året efter eskadronschef ved 4. dragonregiment.
Meyer havde i mange år været anset for en af sit våbens førende instruktører, og han stadfæstede dette ry ved den uddannelse, han nu gav sin eskadron. Dens brugbarhed over for fjenden var det, han havde for øje, hvilket også blev almindelig anerkendt, bl.a. af general F.A. Schleppegrell, hvem han var underlagt. Isteddagen, 25. juli 1850, fulgte han generalen, da det opdagedes, at Øvre Stolk var besat af fjenden. Den ved hånden værende rytterstyrke blev straks sendt tilbage for at drive fjenden ud af landsbyen, og under angrebet på denne blev Meyer ramt af en kugle i underkroppen. Samme aften døde han i Flensborg.
Meyer blev gift 1. gang 20. april 1831 i Randers med Frideriche Henriette Christensen (23. april 1804 i Randers – 30. august 1834 sammesteds), datter af sekondritmester, senere karakteriseret generalmajor Christian Peter Christensen (1765-1836) og Kirstine Bang (1772—1855). 2. gang ægtede han 15. marts 1837 i Ribe Jacobine Christiane Ørum (6. maj 1817 i Randers – 4. november 1902 på Frederiksberg), datter af premierløjtnant, senere branddirektør i Ribe, justitsråd Christen Juul Ørum (1789-1865, gift 2. gang 1822 med Else Cathrine Christensen, 1799-1883) og Anne Sophie Margaretha Christensen (1794-1818).
Ernst Meyer er begravet i fællesgraven på Flensborg Gamle Kirkegård. Han er portrætteret på træsnit af mindestenen over de ved Isted faldne. Fotografi fra Alstrup & Meyer.